# Verkündigung
Verkündigung (títol original en alemany, en català Anunciació) és una obra dramaticomusical en quatre actes composta el 1935 per Walter Braunfels sobre un llibret en alemany del mateix compositor, basat en L'Annonce faite a Marie de Paul Claudel. Es va estrenar el 4 d'abril de 1948 al Bühnen der Stadt Köln.